# Gramazio & Kohler
Gramazio & Kohler ist ein von den beiden Architekten Fabio Gramazio und Matthias Kohler gegründetes Architekturbüro in Zürich.

## Büro
Nach ihrem Architekturdiplom an der ETH Zürich und der dortigen Tätigkeit als wissenschaftliche Assistenten gründeten Fabio Gramazio (* 19. Juli 1970 in Walkringen) und Matthias Kohler (* 1. Februar 1968 in Uster) im Jahr 2000 das Architekturbüro Gramazio & Kohler.

## Werke
International bekannt wurden Gramazio & Kohler durch ihren sWISH* Ausstellungspavillon (für IBM und Swiss Re) für die Schweizer Landesausstellung 2002. Dieser wurde im gleichen Jahr mit dem „flying fish“ für nachhaltiges Bauen ausgezeichnet. Zudem gestalteten Gramazio & Kohler 2005 die Weihnachtsbeleuchtung in der Bahnhofstrasse in Zürich, deren interaktives Lichtspiel von den Architekten selbst programmiert wurde. Das Projekt wurde mit dem Fiber Glass Prize ausgezeichnet, stiess jedoch ebenso auf Kritik, weil es absichtlich die traditionelle Nachahmung des weihnachtlichen Farbenspiels umging und deshalb vielerorts Unverständnis auslöste.
Mit ihren Arbeiten realisieren Gramazio & Kohler eine Vielzahl unterschiedlicher Funktionen, Programme und Skalierungen. Dies zeigt ebenso der Umbau für das ursprünglich als Transformatorenstation genutzte Tanzhaus Zürich – eine Schweizer Institution für zeitgenössischen Tanz.
Resonanz erhielt ebenso die Ziegelsteinfassade für das Weingut Gantenbein, welche Gramazio & Kohler in vier Monaten entworfen und mit der von ihnen an der Professur Gramazio & Kohler, Architektur und Digitale Fabrikation, ETH Zürich 2005 entwickelten Forschungsanlage vorfabrizierten und montierten. Hier ordnet ein Industrieroboter über 20.000 Ziegelsteine in jeweils unterschiedlicher Verdrehung an, so dass dreidimensionale Reliefs von Traubenbeeren auf der Fassade entstehen und eine Kontextualisierung zum Inhalt des Gebäudes erzeugt wird. Im Jahr 2008 wurde das Projekt sowohl mit dem Brick Award 2008 als auch mit dem Balthasar Neumann Preis 2009 ausgezeichnet. Neuere Projekte von Gramazio & Kohler zeigen ein architektonisches Interesse an traditionellen Typologien und Gebäudeformen, wie bei dem 2009 realisierten Wohnhaus Riedikon oder am Projekt Wohnhaus Eierbrechtstrasse.

## Projekte (Auswahl)
- Nest – Tagungs- und Forschungszentrum, Dübendorf, 2011
- Busbahnhof Bad Soden, Bad Soden, 2011
- Orthodoxe Synagoge, Potsdam, 2009 (2. Preis im Wettbewerb)[3]
- Wohnhaus, Riedikon, 2009
- Parkbeleuchtung Uster, Uster, 2009
- Architonic Concept Space, Zürich, 2008
- Lightline Uster, Uster, 2008
- Seroussi Pavillon, Paris, 2007
- Tanzhaus Zürich, Zürich, 2007
- Weingut Gantenbein, Fläsch, 2006
- Byte Cube, Basel, 2004
- Weihnachtsbeleuchtung Bahnhofstrasse, Zürich, 2003
- mTable Tischserie, Zürich, 2002
- sWISH* Pavillon, Biel, 2002

## Forschung
Im Rahmen ihrer Professur für Architektur und Digitale Fabrikation an der ETH Zürich steht für Gramazio & Kohler die Erforschung robotergestützter Fabrikationsprozesse im Vordergrund. Auf diese Weise wird es möglich, digitale Entwurfs- und Produktionsverfahren zu verknüpfen und innovative Materialsysteme zu entwickeln, deren praktische Relevanz für die zukünftige Architekturproduktion erforscht werden soll.

## Ausstellungen (Auswahl)
- Gramazio Kohler, MuDA, 2017
- Flight Assembled Architecture, Orléans, 2011
- Scientifica – Zürcher Wissenschaftstage, Zürich, 2011
- Stratifications, London, 2011
- ExplicitBrick, Barcelona, 2010
- Designer’s Saturday, Langenthal, 2010
- Machinic Processes, Peking, 2010
- Brick Award 2010, Zürich, 2010
- Wendepunkt(e) im Bauen, München, 2010
- Insider, Bordeaux, 2009
- Pike Loop Installation, New York, 2009
- Biennale Rotterdam, Rotterdam, 2009
- Beyond Media, Florenz, 2009
- Re-Sampling Ornament, Stockholm, 2009
- Flux, San Francisco, 2009
- Explorations, Venedig, 2008
- MMFX Manufacturing Material Effects, Indianapolis, 2008
- Swiss Art Award, Byte Cube, Basel, 2004
- Swiss Art Award, Interference Cube, Basel, 2003

## Auszeichnungen
- 2002: „flying fish“ für nachhaltiges Bauen
- 2005: Fiber Glass Prize
- 2008: Brick Award
- 2009: Balthasar Neumann Preis